# Boͤsterreich
Boͤsterreich (auch bekannt als BÖsterreich und Bösterreich) ist eine Fernsehserie des Österreichischen Rundfunks, die 2014 in zehn Folgen produziert wurde. Die Idee zur Serie stammt von Tamara Metelka und Nicholas Ofczarek. Die Schauspieler Robert Palfrader und Nicholas Ofczarek verkörpern in der Satire eine Vielzahl an und den Großteil der Rollen.

## Handlung
Die Handlung von Boͤsterreich ist nicht linear, sondern episodisch angelegt. Kurze Szenen in Sketchform sind lose durch die Protagonisten miteinander verbunden. Einige Protagonisten kehren dabei regelmäßig wieder, andere sind nur einmalig zu sehen. Die Palette der Protagonisten erstreckt sich über alle gesellschaftlichen Schichten und reicht vom Obdachlosen über Arbeiter, Angestellte und Akademiker bis hin zum Professor und Minister.
Die Szenen in Sketchform haben auch bei wiederkehrenden Protagonisten zumeist keine Chronologie, doch am Beginn jeder der zehn Folgen gibt es einen kurzen Rückblick auf das vergangene und eine Vorschau auf das kommende Geschehen.
Die Serie spielt hauptsächlich in der österreichischen Bundeshauptstadt Wien, auch wenn diese nicht als solche direkt gekennzeichnet ist. Eine komplette Episode ist in Tirol situiert (Folge 5). Teile von einigen anderen Episoden spielen in einer namenlosen österreichischen Provinz.
Boͤsterreich ist geprägt von  schwarzem Humor. Zahlreiche Protagonisten sind bösartig angelegte Figuren.

## Besetzung

### Hauptdarsteller
- Robert Palfrader
- Nicholas Ofczarek

### Nebendarsteller
- Simon Schwarz
- Hanno Pöschl
- Ursula Strauss
- Peter Matić
- Michael Ostrowski
- Thomas Maurer
- Manuel Rubey
- Dörte Lyssewski
- Gregor Seberg
- Hilde Dalik
- Gerald Votava
- Florian Teichtmeister
- Max Mayer
- Tamara Metelka
- u. v. a.

## Folgen
1. Inländer-Taxler und Tierhasser
2. Latex-Lover und Himmelsstürmer
3. Leberkas- und Kebap-Süchtler
4. Katholiken und Geiseln
5. Dorfkaiser und Inka-Prinzessinnen
6. Nackte und Minister
7. Politiker und Verbrecher
8. Witwentröster und Frauenmörder
9. Lebemänner und Penisneider
10. Mittelpunkt und Ende